# 切爾卡斯凱 (頓內茨克州)
切爾卡斯凱（羅馬化：Cherkas'ke），亦譯為切爾卡斯科耶，是烏克蘭東部頓涅茨克州克拉马托尔斯克区切尔卡斯凱市镇内的市級鎮，及该市镇的行政中心。該鎮海拔高度79米，並設有石灰廠和罐頭製造工場，2011年人口3,528。